# Orthetrum caledonicum
Orthetrum caledonicum är en trollsländeart som först beskrevs av Brauer 1865.  Orthetrum caledonicum ingår i släktet Orthetrum och familjen segeltrollsländor. Inga underarter finns listade i Catalogue of Life.

## Bildgalleri

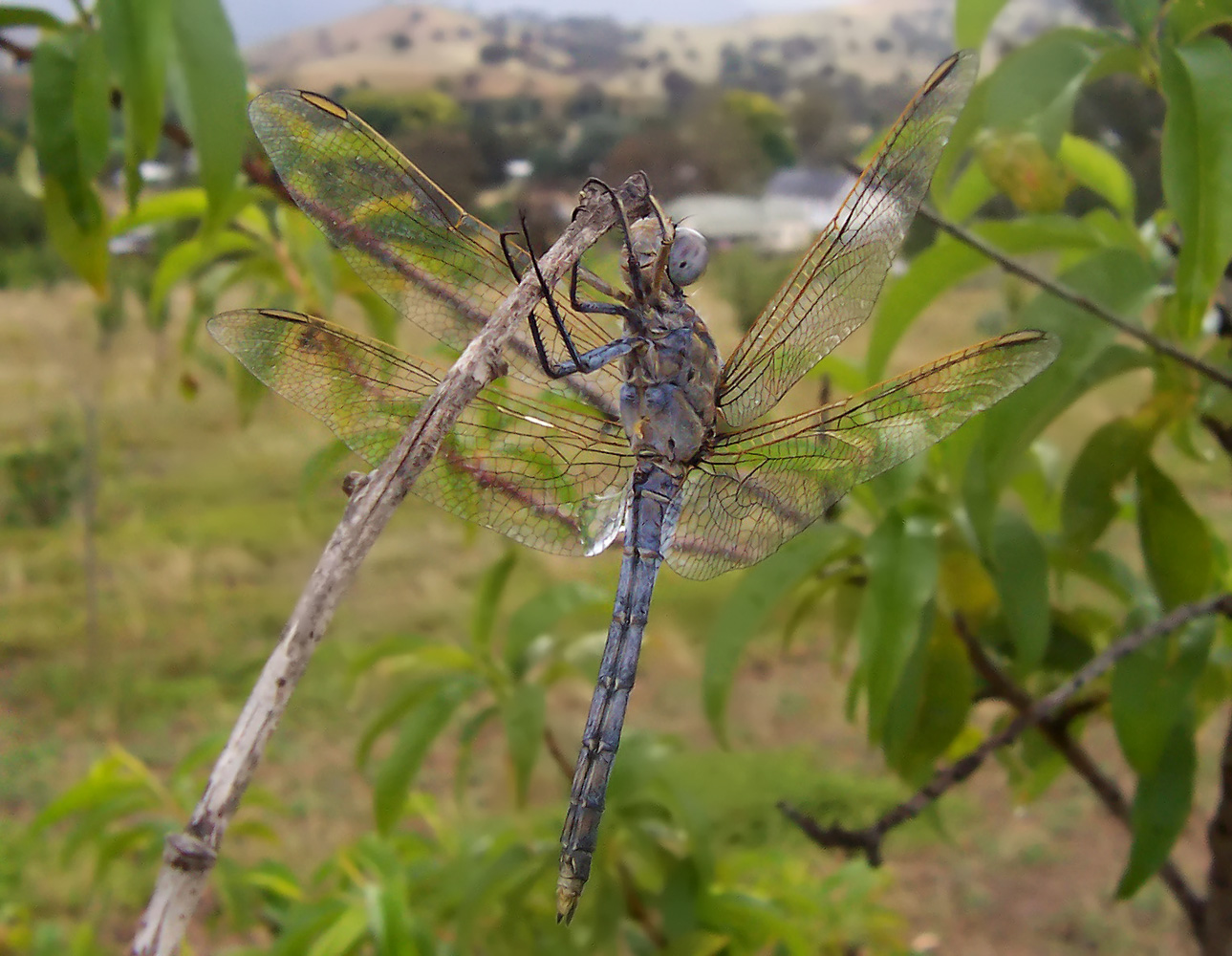
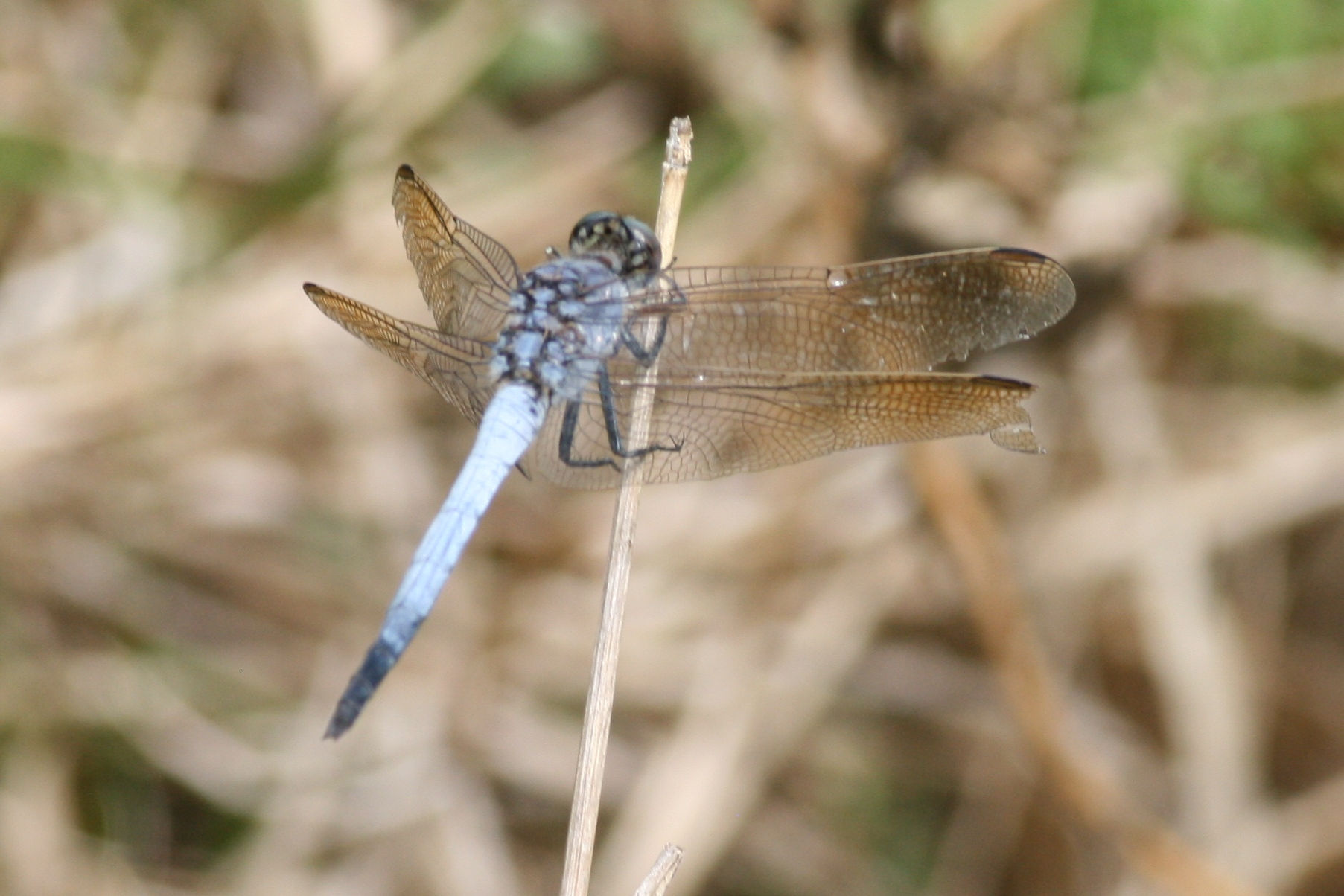
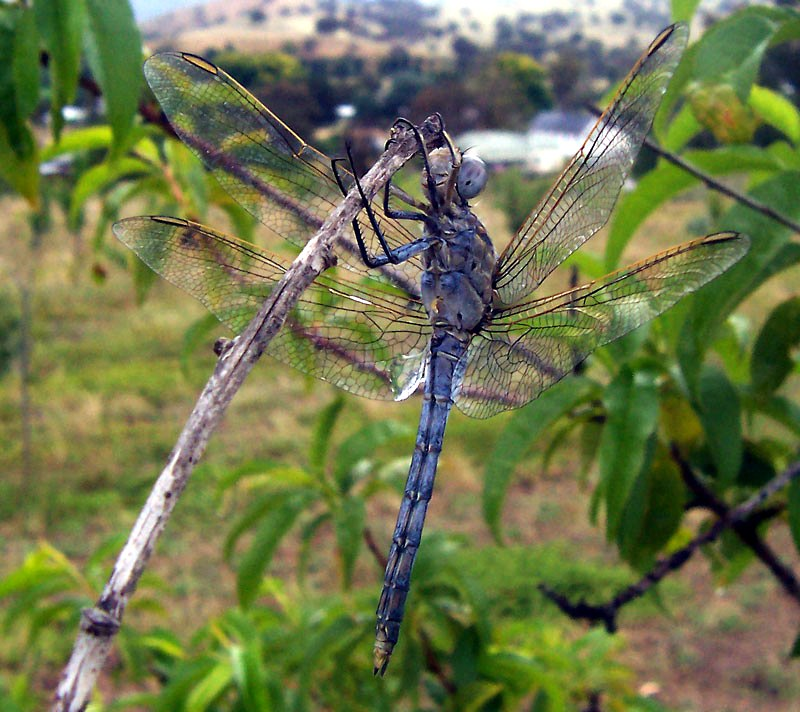
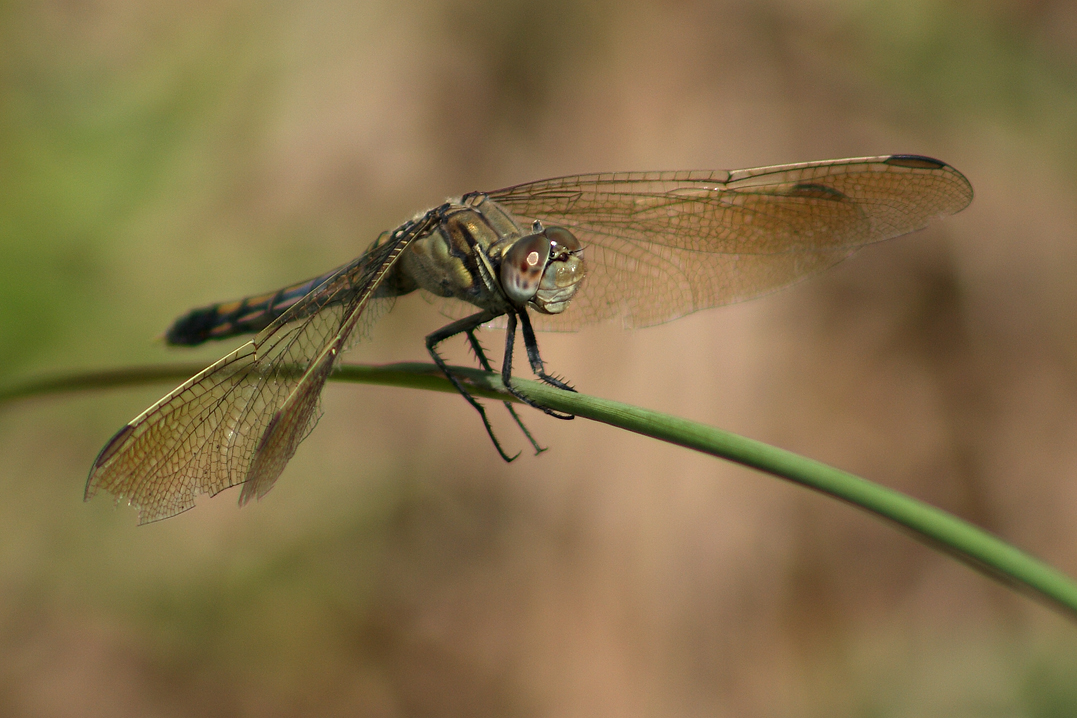
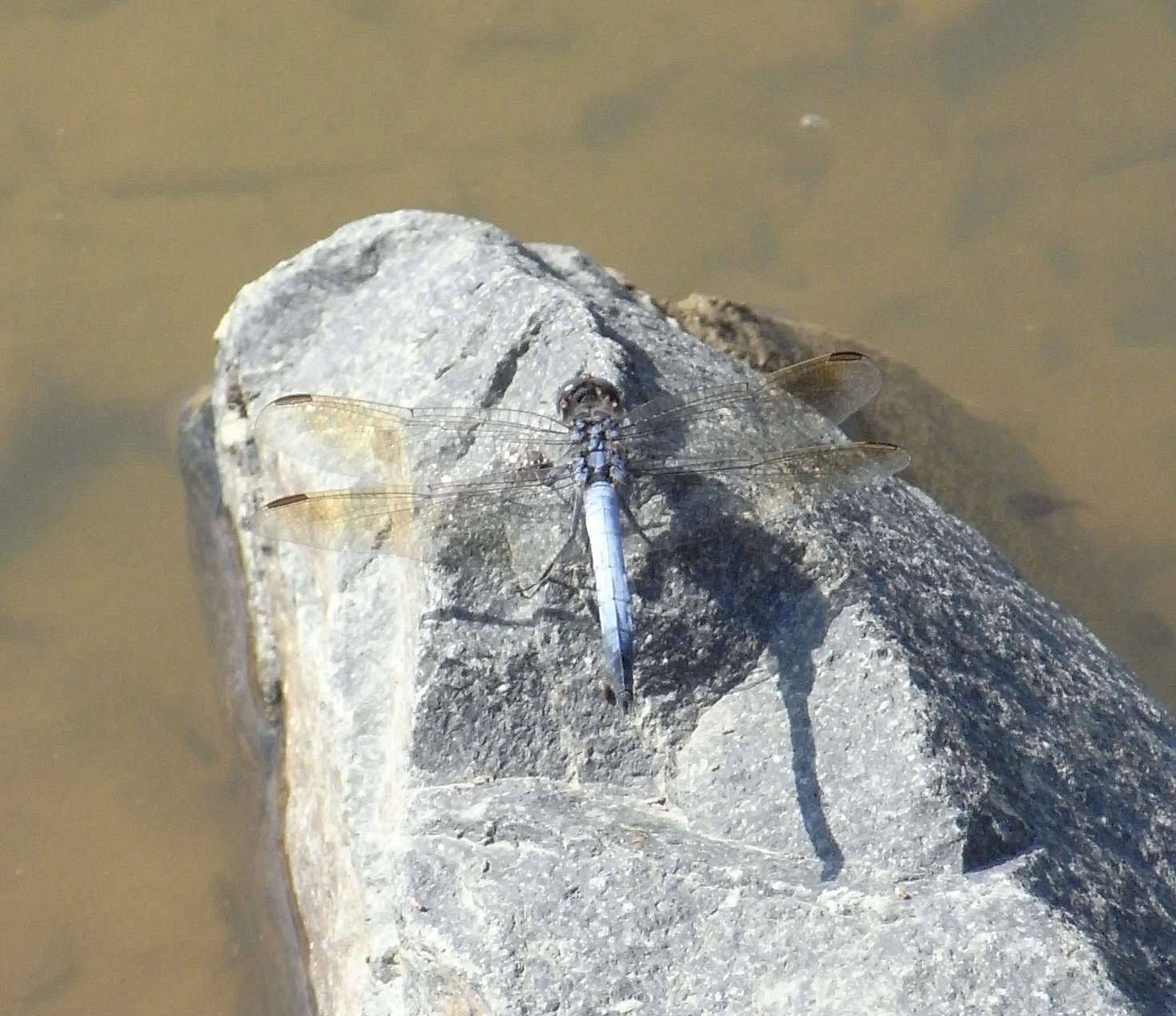
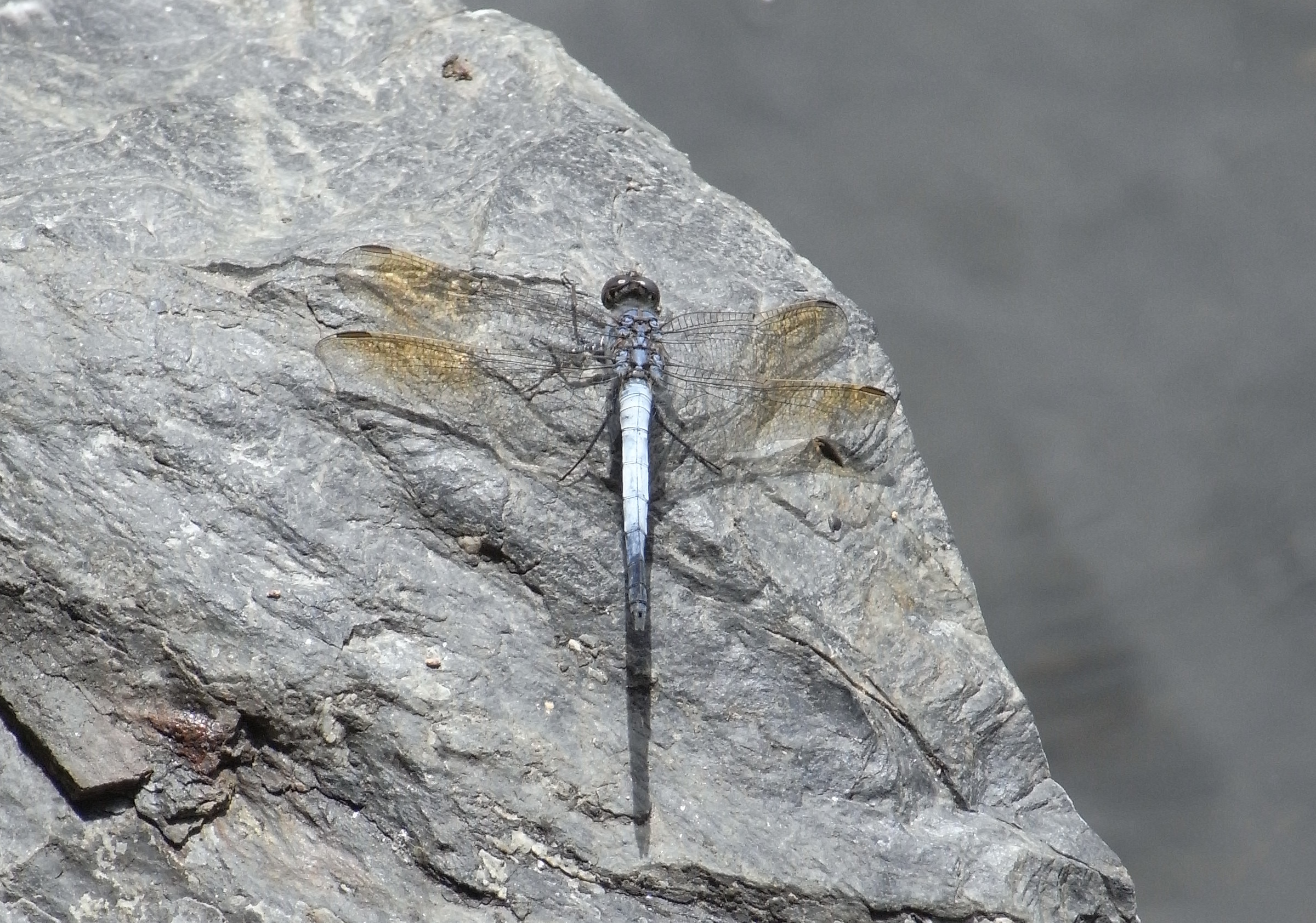